# Hampsonodes orbica
Hampsonodes orbica är en fjärilsart som beskrevs av George Francis Hampson 1910. Hampsonodes orbica ingår i släktet Hampsonodes och familjen nattflyn. Inga underarter finns listade i Catalogue of Life.